# Старое Бошарово
Старое Бошарово — деревня в Сонковском районе Тверской области. Входит в состав Григорковского сельского поселения.

## География
Находится в восточной части Тверской области на расстоянии приблизительно 9 км по прямой на юг от районного центра поселка Сонково.

## История
Деревня была отмечена еще на карте 1825 года. В 1859 году здесь (тогда деревня Кашинского уезда Тверской губернии) было учтено 19 дворов.

## Население
Численность населения: 142 человека (1859 год), 11 (русские 100 %) в 2002 году, 7 в 2010.